# Штутгарт (футбольний клуб)
«Штутгарт» (нім. Verein für Bewegungsspiele Stuttgart 1893) — німецький спортивний клуб із Штутгарта, відомий своєю футбольною командою. Клуб заснований у 1893 році. Членами клубу є близько 43 000 осіб (вересень 2007). Футбольна команда клубу є п'ятиразовим чемпіоном Німеччини та триразовим володарем Кубка країни з футболу.

## Склад
Станом на 28 червня 2025 року
| №  | Поз. | Нац.                 | Гравець                                 |
| -- | ---- | -------------------- | --------------------------------------- |
| 1  | ВР   | Німеччина            | Фабіан Бредлов                          |
| 2  | ЗХ   | Бельгія              | Амін Аль-Дахіль                         |
| 3  | ЗХ   | Нідерланди           | Рамон Гендрікс                          |
| 4  | ЗХ   | Німеччина            | Йоша Вагноман                           |
| 5  | ПЗ   | Німеччина            | Яннік Кейтель                           |
| 6  | ПЗ   | Німеччина            | Ангело Штіллер                          |
| 7  | ЗХ   | Німеччина            | Максіміліан Міттельштадт                |
| 8  | ПЗ   | Франція              | Енцо Мійо                               |
| 9  | НП   | Боснія і Герцеговина | Ермедин Демирович                       |
| 10 | НП   | Малі                 | Ель-Біляль Туре (в оренді з «Аталанти») |
| 11 | НП   | Німеччина            | Нік Волтемаде                           |
| 14 | ЗХ   | Швейцарія            | Люка Жакес                              |
| 15 | ЗХ   | Німеччина            | Паскаль Штенцель                        |
| 16 | ПЗ   | Німеччина            | Атакан Каразор                          |
| 17 | НП   | Німеччина            | Джастін Діль                            |
| 18 | НП   | Німеччина            | Джеймі Левелінг                         |
| 19 | НП   | Данія                | Вахід Фагір                             |
| 20 | ЗХ   | Швейцарія            | Леонідас Стергіу                        |

| №  | Поз. | Нац.       | Гравець                                  |
| -- | ---- | ---------- | ---------------------------------------- |
| 21 | ВР   | Німеччина  | Стефан Дрляча                            |
| 22 | НП   | Німеччина  | Томас Кастанарас                         |
| 23 | ЗХ   | Франція    | Дан-Аксель Загаду                        |
| 24 | ЗХ   | Німеччина  | Джефф Шабо                               |
| 25 | НП   | Данія      | Якоб Бруун Ларсен                        |
| 26 | НП   | Німеччина  | Деніз Ундав                              |
| 27 | ПЗ   | Німеччина  | Кріс Фюріх                               |
| 28 | ПЗ   | Данія      | Ніколас Нарті                            |
| 29 | ЗХ   | Німеччина  | Фінн Єльч                                |
| 32 | ПЗ   | Швейцарія  | Фабіан Рідер (в оренді з «Ренна»)        |
| 33 | ВР   | Німеччина  | Александер Нюбель (в оренді з «Баварії») |
| 36 | ПЗ   | Німеччина  | Лаурін Ульріх                            |
| 40 | НП   | Німеччина  | Лука Раймунд                             |
| 41 | ВР   | Німеччина  | Денніс Займен                            |
| 45 | ЗХ   | Японія     | Анрі Чейс                                |
| 53 | НП   | Нідерланди | Мохамед Санко                            |
|    | ЗХ   | Франція    | Лоренц Ассіньйон                         |

## Стадіон
Домашньою для клубу «Штутгарт» є МХП-Арена, збудована в 1933 році неподалік від річки Неккару та заводу Mercedes-Benz. Стадіон декілька раз перебудовували; нині вміщує 60 469 глядачів. На стадіоні проводили матчі Чемпіонатів світу з футболу 1974 та 2006.

## Досягнення
Міжнародні змагання:
- Фіналіст Кубка УЄФА: 1989
- Фіналіст Кубка Кубків : 1998
- Переможець Кубка Інтертото: 2000, 2002

Національні змагання:
- Чемпіон Німеччини: 1950, 1952, 1984, 1992, 2007
- Срібний призер Чемпіонату Німеччини: 1935, 1953, 1979, 2003, 2024
- Володар Кубка Німеччини з футболу: 1954, 1958, 1997, 2025
- Фіналіст Кубка Німеччини з футболу: 1986, 2007, 2013
- Володар Суперкубка Німеччини: 1992
- Фіналіст Кубка Ліги: 1997, 1998, 2005

## Українці у «Штутгарті»
В 2014 році клуб підписав контракт з 21-річним нападником Борисом Тащи.
Із січня 2016 року на правах оренди за «Штутгарт» виступав екс-нападник «Динамо» Артем Кравець.